# Franz Friedrich Kohl
Franz Friedrich Kohl (* 13. Jänner 1851 in St. Valentin auf der Haide, Tirol, Kaisertum Österreich; † 15. Dezember 1924 in Traismauer, Niederösterreich) war ein österreichischer Entomologe und Volksliedforscher. Sein zoologisches Autorenkürzel lautet „F. F. Kohl“.

## Leben
Franz Friedrich Kohl besuchte das Franziskanergymnasium Bozen, wo P. Vinzenz Maria Gredler sein Interesse für Naturwissenschaften weckte. An der Universität Innsbruck studierte er u. a. bei Adolf Pichler, Anton Kerner von Marilaun und Camill Heller. Kohl arbeitete zunächst als Schullehrer in Bozen und danach in Innsbruck, gab die Lehrertätigkeit aber 1880 auf. In der Schweiz war er bei Henri de Saussure mit hymenopterologischen Studien beschäftigt. Nach fünf Jahren unbezahlten Volontariats erhielt er 1885 eine Anstellung am Naturhistorischen Museum Wien, dessen hymenopterologische Sammlung er aufbaute. Er war auf Hautflügler spezialisiert, insbesondere auf Sphecidae. 1921 wurde er zum Hofrat ernannt.
Kohl gilt als erster systematischer Sammler Tiroler Volkslieder. Als Volksliedforscher gehörte er zunächst dem Kreis um Josef Pommer an. Gemeinsam mit Josef Reiter gründete er 1903 den Deutschen Volkslied-Verein Wien, ab 1905 arbeitete er auch mit Emil Karl Blümml zusammen. Durch seine Veröffentlichungen wurden so bekannte Volkslieder wie Es wird scho glei dumpa oder Heidschi Bumbeidschi überliefert.

## Werke (Auswahl)
- Die Crabronen der paläarktischen Region. In: Annalen des k.k. naturhistorischen Hofmuseums Wien. 29 (1915), S. 1–453 (Online bei Biodiversity Heritage Library).
- gemeinsam mit Emil Karl Blümml und Josef Reiter: Die Volksliedbewegung in Deutschösterreich. 1910.
- Echte Tiroler-Lieder, 1899–1902 (Digitalisat in: austrian literature online – alo). Neuausgabe gemeinsam mit Josef Reiter, 2 Bde. 1913–15. Reprint 3 Bde. 1999.
- Autobiographie (Ms., 1911).